# Куп Турске у фудбалу
Куп Турске у фудбалу (тур. Türkiye Kupası) је фудбалско куп такмичење које се организује од стране Фудбалског савеза Турске од 1962. године.

## Систем такмичења
Тренутни систем такмичења укључује 57 клубова из 4 најбоље лиге у турском фудбалу. Игра се по једноструком куп систему, по једна утакмица у сваком колу. До четвртфинала домаћин се одређује жребом, а од четвртфинала игра се на неутралном терену. Освајач купа иде у плеј-оф коло Лиге Европе, а уколико је већ раније обезбедио такмичење у Европи, други финалиста иде у Лигу Европе.
| Коло                        | Преостали клубови | Клубови који учествују у колу | Победници из претходног кола | Клубови који се прикључују | Лига која учествује у колу           |
| --------------------------- | ----------------- | ----------------------------- | ---------------------------- | -------------------------- | ------------------------------------ |
| Прво квалификационо коло    | 57                | 22                            | -                            | 22                         | Трећи и четврти ранг турског фудбала |
| Друго квалификационо коло   | 46                | 28                            | 11                           | 17                         | Прва лига Турске у фудбалу           |
| Треће квалификационо коло   | 32                | 32                            | 14                           | 18                         | Суперлига Турске у фудбалу           |
| Четврто квалификационо коло | 16                | 16                            | 16                           | -                          | -                                    |
| Четвртфинале                | 8                 | 8                             | 8                            | -                          | -                                    |
| Полуфинале                  | 4                 | 4                             | 4                            | -                          | -                                    |
| Финале                      | 2                 | 2                             | 2                            | -                          | -                                    |

## Освајачи купа
| Клуб           | Број титула | Сезоне |
| -------------- | ----------- | --- |
| Галатасарај    | 19          | 1963, 1964, 1965, 1966, 1973, 1976, 1982, 1985, 1991, 1993, 1996, 1999, 2000, 2005, 2014, 2015, 2016, 2019, 2025 |
| Бешикташ       | 11          | 1975, 1989, 1990, 1994, 1998, 2006, 2007, 2009, 2011, 2021, 2024                                                 |
| Трабзонспор    | 9           | 1977, 1978, 1984, 1992, 1995, 2003, 2004, 2010, 2020                                                             |
| Фенербахче     | 7           | 1968, 1974, 1979, 1983, 2012, 2013, 2023                                                                         |
| Алтај          | 2           | 1967, 1980 |
| Анкарагучу     | 2           | 1972, 1981 |
| Генчлербирлиги | 2           | 1987, 2001 |
| Гозтепе        | 2           | 1969, 1970 |
| Кочаелиспор    | 2           | 1997, 2002 |
| Бурсаспор      | 1           | 1986 |
| Ескишехирспор  | 1           | 1971 |
| Сакариаспор    | 1           | 1988 |
| Кајсериспор    | 1           | 2008 |
| Коњаспор       | 1           | 2017 |
| Акхисар        | 1           | 2018 |
| Сиваспор       | 1           | 2022 |